# Norberto (futebolista)
Norberto Pereira Marinho Neto (Brumado, 19 de julho de 1990) é um futebolista brasileiro que atua como lateral direito ou meia. Atualmente está sem clube.

## Carreira

### Categoria de base
Defendeu a camisa do Cruzeiro na categoria sub-20 nos anos de 2008 e 2009, tendo atuado como meio-campo.

### América de Natal
Destaque na Série do Campeonato Brasileiro de 2013, no início de 2014, após ter anunciado a renovação de Norberto até novembro de 2015, o presidente do América de Natal, Gustavo Carvalho, confirmou que negociou 40% do passe do jogador para o Coritiba ao valor de R$ 480 mil, sendo os outros 60% dos direitos contratuais pertencentes ao próprio jogador, que têm 20% e o empresário do atleta, com 40% restantes.

### Coritiba
No Coritiba, Norberto disputou boa parte dos jogos de titular, até que em meados de 2015 o jogador foi dispensando pela diretoria alviverde por indisciplina.

### Vitória
Logo depois, assinou com o Vitória para a disputa da Série B. No seu primeiro jogo, sofreu uma grave lesão de ligamento e desfalcou o time por alguns meses.

### América Mineiro
No decorrer do ano de 2017, chegou ao América-MG para a disputa do Brasileirão da Série B. Chegou para disputar a vaga com o lateral direito Auro, ganhou a posição e se firmou no time mesmo depois com a chegada do veterano lateral direito Ceará de 37 anos. Se lesionou durante o Campeonato e foi substitui pelo seu companheiro de equipe, o volante Christian, que atuou improvisado na posição. Fez parte deste elenco que foi campeão da Série B deste ano.
Em 2018, continuou no time Verde e foi titular no Campeonato Mineiro, onde ganhou o Troféu Globo Minas e entrou para a Seleção do Campeonato. No Brasileirão da Serie A, perdeu a vaga para seu concorrente, o lateral direito Aderlan. No final do ano chegou a ser improvisado no meio campo pelo técnico Adílson Batista e não teve boas atuações e acabou perdendo a vaga de titular.
Em 2019, seu contrato chegou ao fim e não renovou com o Coelho. Emprestado pelo Ypiranga-BA o jogador deve voltar para seu clube.

### Sport
No dia 7 de Janeiro de 2019, Norberto assinou com o Sport para reforçar o time para o inicio da temporada e para a disputa do Campeonato Pernambucano e do Brasileirão Série B.

### Cruzeiro
Em 23 de junho de 2021, foi contratado pelo Cruzeiro, assinando até dezembro do mesmo ano. Em outubro, teve uma lesão na parte posterior da coxa direita e acabou não jogando em metade do segundo turno. Com a camisa cruzeirense, Norberto fez 16 jogos.

### Ponte Preta
Fechou com a Ponte Preta para a temporada 2022.

### Retorno ao América-RN
No final de 2022, acertou seu retorno ao América-RN para a temporada 2023. Ainda em janeiro de 2023, rompeu o ligamento cruzado anterior e do menisco do joelho direito e de fora viu o time ser rebaixado para a Série D.
Recuperado, ele renovou contrato com o clube, foi o capitão e um dos destaques do América na conquista do Campeonato Potiguar 2024.
Em maio de 2024, na vitória sobre o Potiguar de Mossoró, pela Série D, Norberto alcançou a marca de 150 jogos oficiais com a camisa do América
Em setembro de 2024, fechou sua segunda passagem pelo Alvirrubro, onde disputou 29 jogos na temporada, marcando dois gols, sem acesso à Série C.

## Títulos
América de Natal
- Campeonato Potiguar: 2012, 2024
- Copa Rio Grande do Norte: 2012, 2013
- Copa Ecohouse: 2013

Vitória
- Campeonato Baiano: 2016, 2017

América Mineiro
- Campeonato Brasileiro - Série B: 2017

Sport
- Campeonato Pernambucano: 2019

CSA
- Campeonato Alagoano: 2021

### Prêmios individuais
- Troféu Globo Minas - Seleção do Campeonato Mineiro: 2018[3]